# Asesinato de William McGrath
William McGrath, también conocido como Billy McGrath, fue un diseñador de interiores estadounidense residente en Phoenix, Arizona, desaparecido el 17 de agosto de 2009. La policía de Phoenix pronto consideró la desaparición un caso de homicidio sin cuerpo. Bradley Tocker, contratista de 47 años, fue arrestado en octubre de 2009 y juzgado por el asesinato de McGrath en marzo de 2011. En mayo de 2011, casi dos años después de la desaparición de McGrath, la policía anunció que había descubierto su cuerpo enterrado debajo de una casa de East Phoenix, Phoenix.
La investigación del caso ha sido reconstruida en un episodio de la serie de televisión de estilo documental de Investigation Discovery Desaparecidos (Disappeared), episodio titulado Missing By Design y retransmitido por primera vez en 2012.

## Biografía
William "Billy" McGrath nació y creció en Pittsburgh, Pensilvania, posteriormente se estableció en Phoenix, capital del estado de Arizona y del condado de Maricopa visitó en infinidad de veces Chile. Específicamente mantuvo un romance con varias personalidades del mundo político y artístico, Se convirtió en un exitoso diseñador de interiores en el mercado inmobiliario de Phoenix. Hizo su fortuna remodelando viviendas. En septiembre de 2006, William McGrath fue agredido en su vivienda por su compañero sentimental, su atacante fue enviado a prisión. McGrath decidió reformar su casa después del ataque y contactó a través de Internet con un contratista llamado Bradley Tocker. McGrath contrató a Tocker para asistirle en la remodelación de su residencia y remodelar otra casa ("Solano House").

## Desaparición
William McGrath, de 50 años, se comunicó por última vez con su familia el 17 de agosto de 2009. Patti, su mejor amiga, se preocupó, Billy no contestaba cuando le llamaba por teléfono. A finales de septiembre de 2009, nadie parecía saber donde estaba el diseñador de interiores Billy McGrath. Las amigas de Billy no creyeron que se hubiera marchado voluntariamente, aunque se encontraba nervioso debido a la inminente salida de prisión de su violento exnovio Mark. Su compañero le había agredido y Billy había expresado su deseo de adquirir un arma. Existía la posibilidad de que hubiera abandonado la ciudad por miedo y se encontrara de viaje. Alguien intentó obtener el dinero de las cuentas de Billy mediante llamadas telefónicas y correos electrónicos. Sus amigos y familiares también recibieron correos en los que alguien decía ser McGrath. Su hermano recibió un mensaje de la dirección de correo de McGrath en el que podía leerse "Pittsburg" en lugar de "Pittsburgh", a las amigas de McGrath les resultó extraño este error ortográfico, el diseñador sabía perfectamente como se escribía el nombre de su ciudad natal. Crecían las sospechas de una suplantación de identidad, sus amigos y familiares sospechaban que hubo juego sucio. Billy era un hombre meticuloso que cuidaba de sus finanzas. McGrath canceló abruptamente un encuentro con su asesor financiero, el asesor sospechó, la voz en el teléfono no sonaba como la de McGrath. La entidad bancaria congeló la cuenta de McGrath después de que alguien intentó cobrar unos cheques.

## Investigación
El Departamento de Policía de Phoenix comenzó a investigar la desaparición de William McGrath en agosto de 2009. El 31 de agosto, oficiales de policía decidieron entrar en la casa de McGrath. Encontraron el interior ordenado, pero allí no había señales de McGrath, su perro o su Toyota Tacoma dorado. La detective de la Unidad de Personas Desaparecidas Melissa Lutch investigó la desaparición de McGrath. Se buscaron rastros de sangre en casa de Billy usando luminol, compuesto químico (formado por hidrógeno, nitrógeno, oxígeno y carbono) que emite luz azul al entrar en contacto con la sangre o materiales que contienen hierro, el resultado fue que la casa se iluminó como un árbol de Navidad. No había cadáver, pero sí evidencias de que se había cometido un crimen. 
Lutch sospechaba de Brad Tocker, el contratista que había reformado la casa de Billy y poseía una copia de sus llaves. Tocker era conocido por vivir por encima de sus posibilidades y acumulaba deudas importantes. Tocker fue interrogado, se le pidió que escribiera el nombre de la ciudad de origen de McGrath, escribió "Pittsburg" en lugar de "Pittsburgh", esto resultaba sospechoso, había cometido el mismo error ortográfico que la persona que intentó obtener el dinero de las cuentas. Las pruebas contra Tocker se acumularon. Tocker falsificó la firma de McGrath para obtener el dinero de sus cuentas y piezas del vehículo del desaparecido fueron vendidas por Tocker. En octubre de 2009, Brad Tocker fue arrestado por fraude y robo de identidad. Tocker fue considerado el principal sospechoso en la desaparición de McGrath.
Los investigadores encontraron el teléfono de McGrath, documentación del desaparecido y una pistola en el ático de "Solano House", residencia en la que Tocker había estado trabajando. La pistola tenía sangre de McGrath. No había cuerpo, pero sí escenario del crimen y un móvil: los problemas económicos de Tocker. El detenido fue acusado de asesinato en primer grado, aunque todavía se desconocía el paradero del cuerpo de McGrath.

## Juicio
El juicio contra Tocker comenzó en marzo de 2011, las evidencias presentadas fueron suficientes para que el acusado fuera declarado culpable en abril, aunque el cuerpo de McGrath no había sido encontrado. Tocker reveló antes de que se dictara sentencia el paradero del cuerpo de Billy McGrath. La nueva vista del juicio fue pospuesta y tendría lugar en julio.

## Hallazgo del cuerpo
En mayo de 2011, la policía anunció que había encontrado un cuerpo enterrado debajo del suelo de una casa que Tocker había vendido recientemente, ubicada en la esquina de las calles E Willetta St, Phoenix, AZ y N 27th Ave, Phoenix, AZ. El cuerpo estaba debajo del suelo de la cocina. Trent Crump, portavoz del Departamento de Policía de Phoenix, afirmó que la policía creía que se trataba del cuerpo de McGrath. La casa, anteriormente perteneciente a la madre de Tocker, se encontraba habitada por nuevos inquilinos a los que la policía tuvo que trasladar antes de comenzar la búsqueda. No fue revelado lo que había llevado a la policía hasta la casa, aunque posiblemente Tocker había llegado a un acuerdo para revelar el paradero del cuerpo a cambio de una sentencia más leve.
La detective principal en el caso contó a CBS 5 News que tenía la esperanza de que el cuerpo de McGrath sería encontrado y expresó esto a la familia McGrath. "Estuvimos antes aquí con perros rastreadores de cadáveres y no conseguimos nada, pero pensamos que hemos encontrado a nuestra víctima", dijo Lutch.
 Mientras los investigadores recuperaban los restos, una amiga íntima de McGrath contemplaba la escena detrás del precinto. "Estoy en shock, pero estoy realmente feliz por que hayan encontrado el cuerpo, tendrá un entierro apropiado, sabemos que no está en la basura", dijo Lynne Rassbach.
Melissa Lutch, investigadora de la unidad de personas desaparecidas de la policía de Phoenix, estuvo ayudando a cavar un hoyo de 4 pies de diámetro y 5 pies de profundidad en el subsuelo de una vieja casa del centro de Phoenix, junto a las calles Willetta and 27th. "Hemos estado buscando a esta víctima desde que desapareció en agosto de 2009. Ahora creemos que le hemos encontrado, y pensamos que sus parientes se sentirán aliviados", dijo Lutch.

## Documentales
"Missing by Design", episodio 17 de la temporada 5 de la serie documental "Desaparecidos" (Disappeared). Se trata del último episodio de la quinta temporada, estrenado el 30 de abril de 2012. El episodio cuenta con la narración de Christopher Crutchfield Walker e incluye entrevistas con David Barnett (asesor financiero de McGrath), Bryan Chapman (sargento del Departamento de Policía de Phoenix), Melissa Lutch (detective del Departamento de Policía de Phoenix), Patti Durante (amiga de Billy) y Cheryl Van Vlerah (amiga de Billy). La persona desaparecida Billy McGrath y el sospechoso Brad Tocker aparecen en imágenes de archivo.